# Pelodiscus
Pelodiscus är ett släkte av sköldpaddor som ingår i familjen lädersköldpaddor.
Arter enligt Catalogue of Life:
- Pelodiscus parviformis
- Pelodiscus sinensis

Enligt The Reptile Databas ingår ytterligare 2 arter i släktet.
- Pelodiscus axenaria (Zhou, Zhang & Fang, 1991)
- Pelodiscus maackii (Brandt, 1857)